# Christoph Heinrich (Kunsthistoriker)
Christoph Heinrich (* 1960 in Idstein, Hessen) ist ein deutscher Kunsthistoriker und Kurator. Er ist Direktor des Denver Art Museums (DAM).

## Werdegang

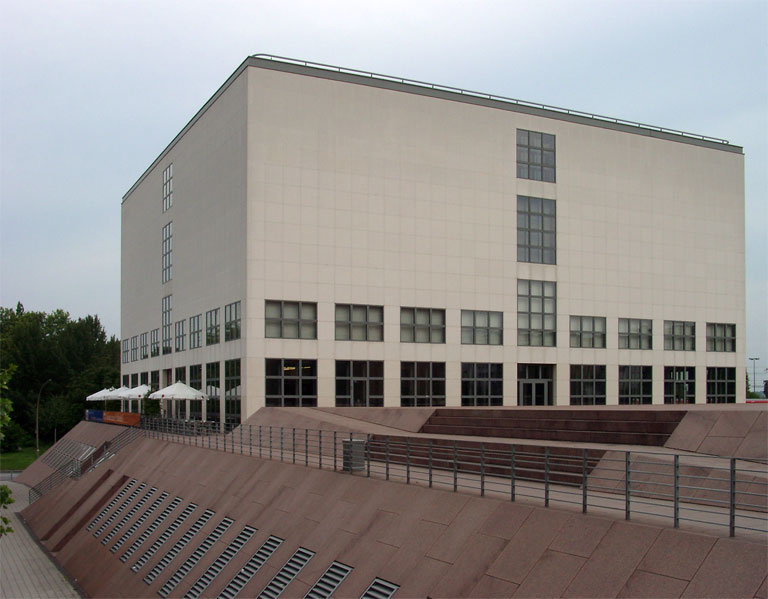
Kunsthalle Hamburg, Galerie der Gegenwart von 1996

Heinrich studierte Kunstgeschichte, Neuere Deutsche Literatur, Theaterwissenschaften und Regie an den Universitäten in München und Wien, sowie am Max-Reinhardt-Seminar in Wien. 1993 wurde er an der Ludwig-Maximilian-Universität in München mit einer Arbeit über die Veränderung des Denkmalbegriffs in den 1980er Jahren promoviert.
1994 wurde Heinrich Kurator an der Hamburger Kunsthalle, deren Galerie der Gegenwart er als Kustos seit ihrer Eröffnung im Jahr 1997 leitete. In Hamburg organisierte Heinrich mehr als 40 Ausstellungen, von denen einige internationale Ausstrahlung hatten. Die Ausstellung Andy Warhol – Photograph mit den großen fotografischen Werkkomplexen des Künstlers wurde in den USA unter anderem im Andy Warhol Museum, Pittsburgh und im International Center of Photography, New York gezeigt. Die von ihm kuratierte, retrospektiv angelegte Ausstellung Daniel Richter in der Hamburger Kunsthalle wies 2007 mit 120.000 Besuchern einen Rekord auf. Er war Jurymitglied der Kulturstiftung des Bundes und der Kunstkommission der Freien und Hansestadt Hamburg.

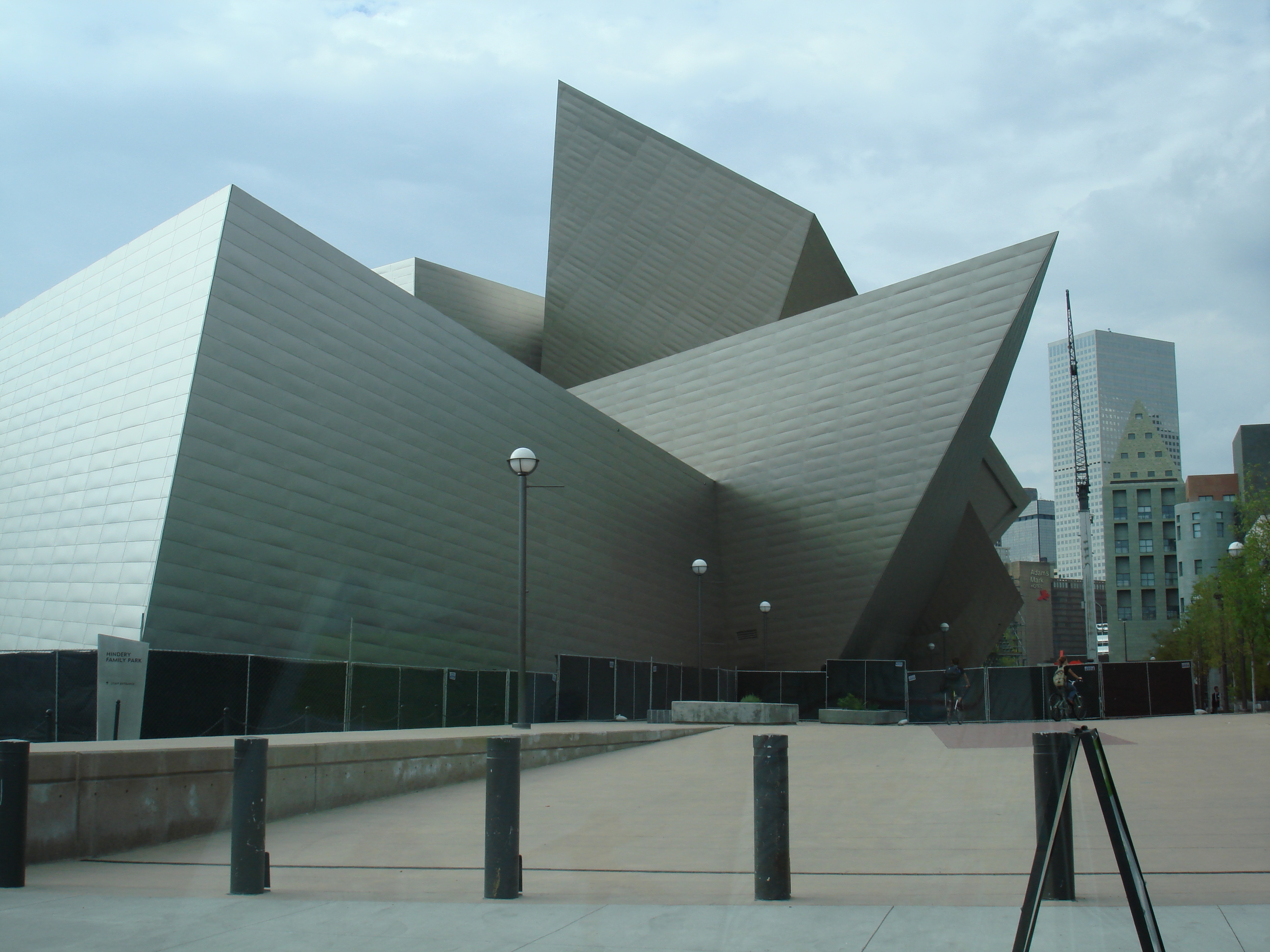
Denver Art Museum

Im Oktober 2007 wechselte Heinrich als Kurator für Moderne und Zeitgenössische Kunst zum Denver Art Museum (DAM) nach Denver, Colorado. Im Januar 2009 wurde er stellvertretender Direktor und zum 1. Januar 2010  – als Nachfolger von Lewis I. Sharp – zum Direktor des Museums bestellt. Zuvor hatte Daniel Libeskind einen spektakulären Erweiterungsbau für das DAM geschaffen. Auch in Denver zeigte Heinrich eine große Übersichtausstellung des Werks von Daniel Richter, die erste Museumsausstellung des Künstlers in den USA.
Heinrich ist Verfasser und Herausgeber zahlreicher Schriften zur Malerei und Skulptur des 19. und 20. Jahrhunderts, wie unter anderem zu Claude Monet, Vincent van Gogh, Francis Bacon, Andy Warhol und Daniel Richter. Er ist mit der Kunstprofessorin Kira van Lil verheiratet, das Paar hat zwei Kinder.
Am 8. Juni 2016 zählte ihn die Frankfurter Allgemeine Zeitung zu einem der beiden aussichtsreichsten Kandidaten für die Nachfolge von Max Hollein als Direktor des Frankfurter Museumsverbunds Städel/Schirn/Liebieghaus. Einen Tag später sagte Heinrich ab.

## Kuratierte Ausstellungen (Auswahl)
- 2007: Daniel Richter—Retrospektive
- 2006: Mahjong. Zeitgenössische chinesische Kunst aus der Sammlung von Uli Sigg
- 2005: Rückkehr ins All, unter anderem mit  Arbeiten von Damien Hirst, William Kentridge, Bjørn Melhus
- 2005: Francis Bacon – Die Portraits
- 2004: gegenwärtig. Geschichtenerzähler mit Arbeiten unter anderem von Gregory Crewdson, Peter Doig, Neo Rauch, Ena Swansea
- 2004: Einzelausstellung mit Arbeiten von Mona Hatoum

## Schriften
- mit Uwe Schneede (Hrsg.): Hamburger Kunsthalle: Die Sammlungen der Hamburger Kunsthalle Band 5: Die Galerie der Gegenwart. 2008, ISBN 978-3-87909-942-9.
- Francis Bacon: Die Portraits. Hanje Cantz, Ostfildern-Ruit 2005, ISBN 3-7757-1727-7.
- Claude Monet. Taschen-Verlag, Köln 2000, ISBN 3-8228-5972-9. (auch in Französisch)
- Andy Warhol: Photography. Hamburger Kunsthalle, 1999, ISBN 3-908163-08-0.
- Family Values. Amerikanische Kunst der achtziger und neunziger Jahre. Cantz, Ostfildern-Ruit 1996, ISBN 3-89322-905-1.
- Georg Hinz, Das Kunstkammerregal. Hamburger Kunsthalle, 1996, ISBN 3-922909-10-8.
- Strategien des Erinnerns. Der veränderte Denkmalbegriff in der Kunst der achtziger Jahre. Dissertation. Verlag Silke Schreiber, München 1993, ISBN 3-88960-029-8.